# Hermanita
«Hermanita» es el cuarto sencillo del álbum Love & Hate del grupo de bachata Aventura. 
La canción alcanzó gran reconocimiento en muchos países de habla hispana y llegó al puesto 33 en la lista Billboard. Se creía que la historia era real, sin embargo, el compositor y cantante del tema: Anthony "Romeo" Santos aclaró que no. "Mi hermana no sufrió nunca maltrato intrafamiliar" dijo, "Ella es la que da golpe a su marido" bromeó.

## Video musical
El video musical de "Hermanita" relata la historia de la vida personal de la hermana menor de Romeo quien es víctima de violencia intrafamiliar.
Romeo trata de persuadirla para que deje su marido, pero ella por temor y por sus hijos sigue con él, después romeo le regala una pistola a su hermana y esta decide terminar con la vida de su marido disparándole.